# Jewgeni Filippowitsch Kusminych
Jewgeni Filippowitsch Kusminych (russisch Евгений Филиппович Кузьминых; * 3. November 1911 in Schachnowo, Ujesd Nowaja Ladoga, Gouvernement Sankt Petersburg; † 24. Juli 1989) war ein sowjetischer Schachspieler und von Beruf Maschinenbauingenieur.

## Leben
Kusminych begann seine schachliche Laufbahn Mitte der 1920er Jahre in Leningrad. 1933 nahm er an einem Vorrundenturnier für die Spieler der ersten Kategorie teil und wurde in seiner Gruppe Erster, punktgleich mit Alexander Tolusch. Im folgenden Qualifikationsturnier, das im August desselben Jahres in Leningrad ausgetragen wurde, belegte er den geteilten vierten Platz und verfehlte die Meisternorm knapp. Bei der Leningrader Stadtmeisterschaft 1933/34 wurde Kusminych ebenfalls Vierter, wobei er Gegner wie Alexei Sokolski, Wjatscheslaw Ragosin und Witali Tschechower in der Tabelle überflügeln konnte. In einem weiteren Qualifikationsturnier 1940 in Moskau erzielte er 7½ Punkte aus 11 Partien und wurde daraufhin zum nationalen Meister erklärt.
Im Juni 1941 beteiligte sich Kusminych erstmals an einem Halbfinale der sowjetischen Meisterschaft in Rostow am Don. Dort wurde er, wie alle anderen Teilnehmer, vom Ausbruch des Krieges überrascht und konnte seine Hängepartie gegen David Bronstein erst nach dem deutschen Überfall auf die Sowjetunion zu Ende bringen. Es folgten zwei weitere Runden, bevor der Wettbewerb endgültig abgebrochen wurde. Als Armeeangehöriger war Kusminych bei der Verteidigung von Leningrad im Einsatz. Er stieg zum Zugführer der Artillerieaufklärung auf und beendete den Krieg in Stettin. Für seine militärische Leistung wurde er mit dem Orden des Vaterländischen Krieges der II. Klasse und mehreren Medaillen ausgezeichnet.
1945 gewann er mit 10½ Punkten aus 12 Partien die Meisterschaft des Leningrader Militärbezirks. Er kämpfte mehrmals, um sich einen Platz im Finale der UdSSR-Meisterschaft zu sichern. Seine besten Resultate in den Halbfinalen waren ein geteilter fünfter Platz 1949 und geteilter siebter Platz 1953. 1970 nahm er an einem Seniorenturnier anlässlich des 100-jährigen Jubiläums von Wladimir Lenin teil, das von der Sportvereinigung Trud organisiert wurde. In seinem letzten Lebensabschnitt blieb Kusminych schachlich aktiv und spielte bis in die 1980er Jahre in lokalen Turnieren. Seine höchste historische Elo-Zahl war 2533 im August 1950. In der sowjetischen Rangliste (Stand: Januar 1950) lag er auf Platz 53.
Auch theoretisch befasste sich Kusminych mit dem Schachspiel. Aus seiner Feder stammen unter anderem Aufsätze zur Sizilianischen- und Grünfeld-Indischen Verteidigung, zum Damen- und Schara-Hennig-Gambit. Neben Kirill Winogradow und Nikolai Kopylow gilt er als einer der Namensgeber des Leningrader Systems in der Holländischen Verteidigung.